# Liste der Straßen in Waltrop
Die Liste der Straßen in Waltrop listet die Namen aller 299 im Gebiet der Stadt Waltrop liegenden Straßen auf und erläutert, sofern möglich, deren Herkunft.

## Postleitzahl
Die Postleitzahl, die für die gesamte Stadt gültig ist, lautet 45731. Sie gilt für die Brief- und Paketzustellung. 

## Telefonvorwahlen
- Mit Ausnahme eines Teils der Bauerschaft Oberwiese und der Hebewerk-Siedlung im Waltroper Westen lautet die Telefonvorwahl in Waltrop 02309.
- Ein Teil der Bauerschaft Oberwiese und die Hebewerk-Siedlung haben die Dattelner Telefonvorwahl 02363.

## Straßenliste
| Straßenname                 | Bedeutung | Anmerkungen |
| --------------------------- | --- | --- |
| Ackerweg                    | | |
| Adalbert-Stifter-Straße     | benannt nach Adalbert Stifter, Schriftsteller, Maler und Pädagoge | |
| Adamsstraße                 | | |
| Akazienweg                  | benannt nach der Pflanzengattung Akazie | |
| Allensteiner Straße         | benannt nach dem Ort Olsztyn (deutsch: Allenstein), Polen | |
| Altenbredde                 | | |
| Altenbruchstraße            | benannt nach einem ehemaligen Steinbruch in der Nähe | |
| Alter Graben                | | |
| Am Alten Friedhof           | Die Straße liegt am früheren Friedhof des Stadtkerns von Waltrop. | |
| Am Berghang                 | | |
| Am Böckenberg               | | ehemals Schlagetersiedlung |
| Am Felling                  | | |
| Am Funkenbusch              | | |
| Am Hebewerk                 | Die Straße führt am Alten Schiffshebewerk Henrichenburg vorbei. | |
| Am Herdicksbach             | Der Herdicksbach ist ein rechter Zufluss der Emscher, welcher hier verläuft. | befindet sich auf dem ehemaligen Gelände der Zeche Ickern |
| Am Hirschkamp               | | |
| Am Iländ                    | | |
| Am Koppelkamp               | | |
| Am Moselbach                | ehemals Hindenburgstraße | Marktplatz, Stadtpark und Stadthalle liegen hier. |
| Am Mühlenteich              | | Die Sportanlage Hirschkampstadion liegt hier. |
| Am Prozessionsweg           | | |
| Am Rapensweg                | | |
| Am Rathaus                  | Die Straße liegt in der Nähe des Rathauses der Stadt Waltrop | |
| Am Schwarzbach              | Der Schwarzbach ist ein linker Zufluss der Lippe, welcher hier verläuft. | |
| Am Stadtgarten              | Die Straße führt zum Stadtpark (Moselbachpark). | |
| Am Steinacker               | | |
| Am Stutenteich              | | Ein Bunker aus dem Zweiten Weltkrieg steht hier. |
| Am Veiinghof                | | |
| Am Wäldchen                 | Die Straße führt zum Zechenwald (Wald an der Zeche Waltrop) | Ein Bunker aus dem Zweiten Weltkrieg steht hier. |
| Amselweg                    | benannt nach der Vogelgattung Amsel | |
| An der Haardstraße          | | |
| An der Quelle               | | |
| An der Zechenbahn           | Die Straße liegt an der ehemaligen Bahnstrecke, die zur Zeche Waltrop führte. | |
| Ankerweg                    | | Die Straße liegt in der Wohnsiedlung, welche früher von Arbeitern des Schiffshebewerks bewohnt wurde. |
| Arenbergstraße              | | |
| Asternweg                   | benannt nach der Pflanzengattung Astern | |
| Auf dem Heiken              | | |
| Auf dem Kirchberg           | | |
| Auf der Heide               | | |
| Auf der Ronnenheide         | | Hier liegt das Naturschutzgebiet Leveringhäuser Teich. |
| Augustin-Wibbelt-Weg        | benannt nach Augustin Wibbelt, römisch-katholischer Geistlicher, westfälischer Mundartdichter und -schriftsteller                                                                                                   | |
| Bachweg                     | benannt nach Johann Sebastian Bach, deutscher Komponist | |
| Bahnhofstraße               | Die Straße führt zum mittlerweile stillgelegten Bahnhof Waltrop. | |
| Barbarastraße               | benannt nach der Schutzpatronin der Bergleute, die heilige Barbara von Nikomedien | |
| Beethovenstraße             | benannt nach Ludwig von Beethoven, deutscher Komponist | |
| Begonienstraße              | benannt nach der Pflanzengattung Begonie | |
| Bergstraße                  | | |
| Berliner Straße             | benannt nach der Bundeshauptstadt Deutschlands Berlin | Landesstraße 511 (L 511) |
| Birkenstraße                | benannt nach der Pflanzengattung Birke | |
| Bismarckstraße              | benannt nach Otto Eduard Leopold von Bismarck-Schönhausen (kurz: Otto von Bismarck), ehemaliger Ministerpräsident von Preußen, Bundeskanzler des Norddeutschen Bundes und erster Reichskanzler des Deutschen Reichs | |
| Bissenkamp                  | benannt nach der Pflanze Binsen | |
| Bonhoefferweg               | benannt nach Dietrich Bonhoeffer, lutherischer Theologe und Widerständler gegen den Nationalsozialismus | |
| Bootsweg                    | | Die Straße liegt in der Wohnsiedlung, welche früher von Arbeitern des Schiffshebewerks bewohnt wurde. |
| Borker Straße               | Die Straße führt nach Bork, ein Stadtteil der Stadt Selm. | Landesstraße 809 (L 809) |
| Böttcherstraße              | benannt nach dem Beruf Böttcher | |
| Brambauerstraße             | Die Straße führt nach Brambauer, ein Stadtteil der Stadt Lünen. | Landesstraße 511 (L 511) |
| Brahmsweg                   | benannt nach Johannes Brahms, deutscher Komponist | |
| Brentanoweg                 | Benannt nach Clemens Wrenzeslaus Brentano, deutscher Schriftsteller der Romantik. | |
| Breslauer Straße            | benannt nach der Stadt Wrocław (deutsch: Breslau) | |
| Brockenscheidter Straße     | Die Straße führt zur Waltroper Bauerschaft Brockenscheidt. | mit der Gesamtschule; Kreisstraße 34 (K 34) |
| Buchenstraße                | benannt nach der Pflanzengattung der Buche | |
| Büscherstraße               | benannt nach dem Hof des Landwirts Büscher in Brambauer | Kreisstraße 34 (K 34) |
| Chamissoweg                 | benannt nach Adelbert von Chamisso, französisch-preußischer Naturforscher und Dichter | |
| Chemnitzer Straße           | benannt nach der Stadt Chemnitz, Sachsen | |
| Dahlienweg                  | benannt nach der Pflanzengattung Dahlie | |
| Danziger Straße             | benannt nach der Stadt Gdańsk (deutsch: Danzig) | |
| Delbrückstraße              | benannt nach Clemens von Delbrück, deutscher Politiker (DNVP) | |
| Die Teipe                   | | |
| Dorfmüllerstraße            | benannt nach Heinrich Dorfmüller, Vikar und Heimatforscher aus Waltrop | |
| Dortmunder Straße           | Die Straße führt in Richtung Dortmund. | Ein Teil der Dortmunder Straße befindet sich in der Fußgängerzone des Waltroper Zentrums. Ein Teil der Dortmunder Straße gehört zur Landesstraße 511 (L 511). |
| Dresdener Straße            | benannt nach der Stadt Dresden, Hauptstadt von Sachsen | |
| Dringenburgstraße           | hier lag das Gut Dringenburg | |
| Drosselgasse                | benannt nach der Vogelart Drossel | |
| Droste-Hülshoff-Straße      | benannt nach Anna Elisabeth Franzisca Adolphina Wilhelmina Ludovica Freiin von Droste zu Hülshoff (kurz: Annette von Droste-Hülshoff), Schriftstellerin und Komponistin                                             | |
| Düsterbeck                  | | |
| Egelmeer                    | | |
| Eichenstraße                | benannt nach der Pflanzengattung der Eiche | |
| Elbinger Straße             | benannt nach der Stadt Elbląg (deutsch: Elbing), Polen | |
| Elisenstraße                | benannt nach dem weiblichen Vornamen Elise (siehe Elisabeth, Ilse) | |
| Emanuel-Geibel-Weg          | benannt nach Franz Emanuel August Geibel, deutscher Lyriker | |
| Erlenweg                    | benannt nach der Pflanzengattung der Erlen | |
| Ernst-Moritz-Arndt-Weg      | benannt nach Ernst Moritz Arndt, deutscher Schriftsteller, Historiker und Freiheitskämpfer | |
| Ernst-Wiechert-Weg          | benannt nach Ernst Wiechert, deutschsprachiger Schriftsteller | |
| Feldstraße                  | | |
| Finkengasse                 | benannt nach der Vogelgattung der Finken | |
| Flurstraße                  | | |
| Fontaneweg                  | benannt nach Heinrich Theodor Fontane, deutscher Schriftsteller und Journalist | |
| Franzstraße                 | benannt nach dem männlichen Vornamen Franz | Kreisstraße 14 (K 14) |
| Friedhofstraße              | Die Straße führt am städtischen Friedhof vorbei. | Das Stadion am Sportzentrum Nord liegt hier, Heimspielstätte des Teutonia SuS Waltrop. |
| Friedrich-Rückert-Straße    | benannt nach Friedrich Johann Michael Rückert, deutscher Dichter und Übersetzer | |
| Fritz-Reuter-Weg            | benannt nach Heinrich Ludwig Christian Friedrich Reuter (kurz: Fritz Reuter), deutscher Dichter und Schriftsteller                                                                                                  | |
| Friedrich-Wilhelm-Weber-Weg | benannt nach Friedrich Wilhelm Weber, deutscher Arzt, Dichter und Politiker | |
| Gartenstraße                | | |
| Gasstraße                   | benannt nach einem 1904 erbauten Steinkohlegaswerk | |
| Gellertweg                  | benannt nach Christian Fürchtegott Gellert, deutscher Dichter und Moralphilosoph der Aufklärung | |
| Gerhart-Hauptmann-Pfad      | benannt nach Gerhart Johann Robert Hauptmann, deutscher Schriftsteller und Dramatiker | |
| Giesbertstraße              | | |
| Goethestraße                | benannt nach Johann Wolfgang von Goethe, deutscher Dichter und Lyriker | |
| Gottfried-Keller-Weg        | benannt nach Gottfried Keller, Schweizer Dichter | |
| Grabbeweg                   | | |
| Gräffstraße                 | benannt nach Leo Gräff, deutscher Ingenieur und Unternehmer, ehemaliger Generaldirektor der Hibernia AG | |
| Große-Geist-Straße          | | Die Feuerwehr Waltrop ist hier ansässig. |
| Großer Kamp                 | | |
| Grüner Weg                  | | |
| Hafenstraße                 | | |
| Hagelstraße                 | | Fußgängerzone des Waltroper Zentrums |
| Händelweg                   | benannt nach Georg Friedrich Händel, deutsch-britischer Komponist | |
| Hans-Böckler-Straße         | benannt nach Hans Böckler, deutscher Politiker und erster Vorsitzender des Deutschen Gewerkschaftsbundes (DGB) | |
| Haydnweg                    | benannt nach Franz Joseph Haydn, österreichischer Komponist | |
| Hebbelpfad                  | benannt nach Christian Friedrich Hebbel, deutscher Lyriker und Dramatiker | |
| Hebeckenkamp                | | |
| Heidebusch                  | | |
| Heinrich-Ferkinghoff-Straße | benannt nach dem ehemaligen Bürgermeister Waltrops Heinrich Ferkinghoff (im Amt: 1953–1964, CDU) | |
| Heinrich-Heine-Weg          | benannt nach Christian Johann Heinrich Heine, deutscher Dichter, Schriftsteller und Journalist | |
| Herderstraße                | benannt nach Johann Gottfried Herder, deutscher Dichter, Übersetzer und Theologe | |
| Hermann-Löns-Straße         | benannt nach Hermann Löns, deutscher Schriftsteller und Journalist | |
| Hermannstraße               | benannt nach dem männlichen Vornamen Hermann | |
| Herne-Bay-Platz             | benannt nach der Waltroper Partnerstadt Herne Bay in England | zentraler Platz in der Waltroper Innenstadt an der Straße Am Moselbach und neben der Isbruchstraße, der Waltroper Fußgängerzone, und dem Raiffeisenplatz, dem „Marktplatz“ |
| Hiberniastraße              | benannt nach der Hibernia AG, ehemaliges Bergbau-Unternehmen | befindet sich auf dem ehemaligen Gelände der Zeche Waltrop |
| Hilberstraße                | | |
| Hochstraße                  | | bis 1945 Adolf-Hitler-Straße |
| Hoher Acker                 | | |
| Hölderlinweg                | benannt nach Johann Christian Friedrich Hölderlin, deutscher Lyriker | |
| Huestraße                   | benannt nach Otto Hue, deutscher Gewerkschafter und Politiker (SPD) | |
| Husemannstraße              | benannt nach Fritz Husemann, deutscher Politiker (SPD) und Gewerkschafter | |
| Ickerner Heide              | | |
| Ickerner Straße             | Die Straße führt in Richtung Ickern, Stadtteil der Stadt Castrop-Rauxel. | teils Landesstraße 645 (L 645), teils Kreisstraße 14 (K 14) |
| Im Abdinghof                | früherer Hof Schulte-Abdinghof, heute Bittner | oftmals niedrigste im Winter gemessene Temperatur in Nordrhein-Westfalen |
| Im Bruch                    | | |
| Im Depot                    | | Die Straße liegt in der Wohnsiedlung, welche früher von Arbeitern des Schiffshebewerks bewohnt wurde. |
| Im Dicken Dören             | | |
| Im Edelbusch                | | |
| Im Eickel                   | | |
| Im Erlen                    | | |
| Im Grund                    | | |
| Im Hangel                   | | |
| Im Hedick                   | | |
| Im Knäppen                  | | Kreisstraße 12 (K 12) |
| Im Loh                      | | |
| Im Löhken                   | | |
| Im Röhrken                  | | |
| Im Sauerfeld                | | |
| Im Siepen                   | | |
| Im Sundern                  | | |
| Im Wiesengrund              | | |
| Im Winkel                   | | |
| Im Wirringen                | | Gewerbegebiet, u. a. Waltroper Entsorgungszentrum ansässig |
| Imbuschstraße               | benannt nach Heinrich Imbusch, deutscher Gewerkschafter und Politiker (Zentrum) | |
| In der Aue                  | | |
| In der Baut                 | | |
| In der Loerheide            | | |
| In der Torfheide            | | |
| Industriestraße             | | |
| Insterburger Weg            | benannt nach der ostpreußischen Stadt Insterburg (heute: Tschernjachowsk) | |
| Isbruchstraße               | | Fußgängerzone des Waltroper Zentrums |
| Jochen-Münzner-Straße       | benannt nach dem ehemaligen Bürgermeister Waltrops Hans-Joachim Münzner (im Amt: 1975–1999, SPD), Ehrenbürger der Stadt Waltrop                                                                                     | |
| Johann-Strauß-Weg           | benannt nach Johann Baptist Strauss, österreichisch-deutscher Kapellmeister und Komponist | |
| Josef-Bomert-Straße         | benannt nach Franz Josef Bomert, Sportler und Sportfunktionär aus Waltrop, u. a. Geschäftsführer des DJK-Sportverband-Diözesanverbandes Münster                                                                     | |
| Kaiserstraße                | | |
| Kapellenweg                 | führt zur Laurentius Kapelle in der Bauerschaft Leveringhausen | |
| Kanalstraße                 | führt am Datteln-Hamm-Kanal entlang | |
| Kanonenstraße               | | |
| Kapitänsweg                 | benannt nach dem Beruf des Schiffsführers | |
| Kastanienstraße             | benannt nach der Pflanzengattung der Kastanien | |
| Käthe-Engelhaupt-Straße     | benannt nach Käthe Engelhaupt, ehemalige AWO-Vorsitzende, Ehrenbürgerin der Stadt Waltrop | |
| Kettelerstraße              | benannt nach Wilhelm Emmanuel von Ketteler, katholischer Bischof (Arbeiterbischof) | |
| Kiefernweg                  | benannt nach der Pflanzengattung der Kiefern | |
| Kieselstraße                | | |
| Kirchplatz                  | führt um die St.-Petrus-Kirche herum | |
| Kirchstraße                 | | |
| Kleistweg                   | benannt nach Bernd Heinrich Wilhelm von Kleist, deutscher Dichter | |
| Knappenstraße               | benannt nach der früheren Bezeichnung für einen Bergmann, der seine Lehre abgeschlossen hat | |
| Kolpingweg                  | benannt nach Adolph Kolping, deutscher katholischer Priester | |
| Königsberger Straße         | benannt nach der ehemaligen preußischen Hauptstadt Königsberg, heute Kaliningrad, Russland | |
| Konrad-Adenauer-Straße      | benannt nach Konrad Adenauer, erster deutscher Bundeskanzler (CDU) | |
| Kreuzstraße                 | | |
| Krummer Weg                 | | |
| Krusenhof                   | Benannt nach dem Bauernhof von Johan Kruse 1417. Einer der größten und ältesten Bauernhöfe Waltrops. | |
| Küferstraße                 | benannt nach dem Beruf des Küfers | |
| Kukelke                     | abgeleitet von "kleine Quelle" | |
| Kurt-Schumacher-Straße      | benannt nach Kurt Schumacher (eigentlich Ernst Carl Schumacher), deutscher Politiker (SPD) | |
| Landabsatz                  | benannt nach dem Begriff Landabsatz aus der Bergbausprache | befindet sich auf dem ehemaligen Gelände der Zeche Waltrop |
| Lauenburger Straße          | benannt nach der Stadt Lębork (deutsch: Lauenburg), Polen | |
| Lehmstraße                  | | |
| Leipziger Straße            | benannt nach der Stadt Leipzig, Sachsen | |
| Leppelmanns Feld            | benannt nach der Familie Leppelmann, u. a. Gertrud Leppelmann, Stifterin der Laurentiuskapelle, Karl Leppelmann (Amtmann)                                                                                           | |
| Lerchenweg                  | benannt nach der Vogelgattung Lerche | |
| Lerschstraße                | benannt nach Heinrich Lersch, deutscher Arbeiterdichter und Kesselschmied | |
| Lessingstraße               | benannt nach Gotthold Ephraim Lessing, deutscher Dichter | |
| Letterhausstraße            | benannt nach Bernhard Letterhaus, deutscher Widerstandskämpfer der NS-Zeit und christlicher Gewerkschaftsführer | |
| Leveringhäuser Straße       | Straße verläuft in Richtung der Waltroper Bauerschaft Leveringhausen | Landesstraße 609 (L 609) |
| Liegnitzer Straße           | benannt nach Legnica (deutsch: Liegnitz), Polen | |
| Lilienweg                   | benannt nach der Pflanzengattung der Lilien | |
| Liliencronweg               | benannt nach Friedrich Adolf Axel Freiherr von Liliencron (kurz: Detlev von Liliencron), deutscher Lyriker, Prosa- und Bühnenautor                                                                                  | |
| Lindenstraße                | benannt nach der Pflanzengattung der Linden | |
| Lisztweg                    | benannt nach Franz Liszt, österreichisch-ungarischer Komponist, Pianist, Dirigent, Theaterleiter, Musiklehrer und Schriftsteller                                                                                    | |
| Lohburger Straße            | | |
| Lohbuschstraße              | | |
| Löringhofstraße             | | Kreisstraße 14 (K 14) |
| Lortzingstraße              | benannt nach dem Komponisten Gustav Albert Lortzing | |
| Lünener Straße              | Die Straße führt zur Stadt Lünen. | Kreisstraße 1 (K 1) |
| Margaretenstraße            | benannt nach dem weiblichen Vornamen Margarete | |
| Marienburger Straße         | benannt nach der Stadt Malbork (deutsch: Marienburg), Polen | |
| Marienstraße                | benannt nach der Heiligen Maria von Nazareth, Mutter Jesu | |
| Markfelder Weg              | | |
| Martin-Niemöller-Straße     | benannt nach Emil Gustav Friedrich Martin Niemöller, deutscher evangelischer Theologe | |
| Maßkamp                     | | |
| Meisenweg                   | benannt nach der Vogelgattung Meise | |
| Memelweg                    | benannt nach Klaipėda (deutsch: Memel), Litauen | |
| Mengeder Straße             | Straße führt zum Dortmunder Stadtteil Mengede | Landesstraße 609 (L 609) |
| Messingfeldstraße           | | |
| Mittelkamp                  | | |
| Möllerstraße                | benannt nach Theodor von Möller, deutscher Politiker NLP; preußischer Handelsminister (1901–1905) | |
| Mörikeweg                   | benannt nach Eduard Friedrich Mörike, deutscher Lyriker, Erzähler und Übersetzer | |
| Mozartstraße                | benannt nach Wolfgang Amadeus Mozart, Komponist der Wiener Klassik | |
| Mühlenstraße                | führt auf den ehemaligen Standort einer Mühle zu | |
| Münsterstraße               | benannt nach der Stadt Münster | Das Rathaus der Stadt Waltrop befindet sich hier; Landesstraße 609 (L 609). |
| Nach der Deine              | | |
| Nachtigallenweg             | benannt nach der Vogelgattung Nachtigall | |
| Nelkenweg                   | benannt nach der Pflanzengattung der Nelken | |
| Neuer Weg                   | | |
| Nicolaus-Lenau-Weg          | benannt nach Nikolaus Lenau, österreichischer Schriftsteller | |
| Nordhügel                   | | |
| Nordring                    | | |
| Oberlippe                   | Die ehemalige Bauerschaft Lippe setzt sich im Volksmund aus Oberlippe und Unterlippe zusammen. Dieses ist die Bauerschaftsbezeichnung für Oberlippe.                                                                | |
| Oberlipper Straße           | Die Bauerschaft Lippe setzt sich im Volksmund aus Oberlippe und Unterlippe zusammen. Diese Straße führt durch Oberlippe.                                                                                            | Kreisstraße 12 (K 12) |
| Oberwiese                   | Straße in der gleichnamigen Bauerschaft Oberwiese | |
| Oberwieser Stiege           | | |
| Orffweg                     | benannt nach Carl Orff, deutscher Komponist | |
| Ostring                     | | Ein Bunker aus dem Zweiten Weltkrieg steht hier. |
| Ottostraße                  | benannt nach dem männlichen Vornamen Otto | |
| Parkstraße                  | die Straße liegt in der Nähe des Stadtparks (Moselbachpark) | |
| Pestalozzistraße            | benannt nach Johann Heinrich Pestalozzi, Schweizer Pädagoge | |
| Plauener Straße             | benannt nach der Stadt Plauen, Sachsen | |
| Provinzialstraße            | | ehemals Julius-Schreck-Straße; diese Landesstraße 511 (L 511) gehört halbseitig zu Waltrop, die andere Hälfte befindet sich auf Dattelner Stadtgebiet. Das zu Waltrop gehörende Straßenstück umfasst die Häuser auf der südlichen Seite der Straße. Am Ortseingang aus Richtung Waltrop befinden sich zwei Ortsschilder. Das in Fahrtrichtung linke weist auf Waltrop, das rechte auf Datteln. Die Provinzialstraße setzt sich nur auf Dattelner Gebiet fort. |
| Querschlag                  | benannt nach dem Begriff Querschlag aus der Bergbausprache | befindet sich auf dem ehemaligen Gelände der Zeche Waltrop |
| Raiffeisenplatz             | | zentraler Platz in der Waltroper Innenstadt zwischen der Stadthalle und der Straße Am Moselbach; hier findet immer mittwochs und samstags der Wochenmarkt statt, der Platz wird daher im Volksmund auch „Marktplatz“ genannt |
| Recklinghäuser Straße       | Diese Straße führt zur Stadt Recklinghausen. | Landesstraße 511 (L 511) |
| Ricarda-Huch-Weg            | benannt nach Ricarda Octavia Huch, deutsche Schriftstellerin, Dichterin, Philosophin und Historikerin | |
| Richtstrecke                | benannt nach dem Begriff Richtstrecke aus der Bergbausprache | befindet sich auf dem ehemaligen Gelände der Zeche Waltrop |
| Rilkeweg                    | benannt nach Rainer Maria Rilke, deutschsprachiger Lyriker | |
| Riphausstraße               | Die Straße führt am alten Riphaushof entlang, dem ehemaligen Hof der Familie Riphaus; ehemals Bernhard-Althoff-Straße                                                                                               | Hier befinden sich das Heimatmuseum und das Allwetterbad Waltrop. |
| Rosenstraße                 | benannt nach der Pflanzengattung der Rosen | |
| Rösterstraße                | Früher waren an dieser Straße Röste (Gitter) auf dem Boden, mit dem Zweck, dass Schweine diese nicht überqueren konnten.                                                                                            | Fußgängerzone des Waltroper Zentrums |
| Rottstraße                  | | |
| Sandstraße                  | | |
| Sankt-Ludgerus-Weg          | benannt nach dem heiligen Liudger, Missionar, Gründer des Klosters Werden sowie des Helmstedter Klosters St. Ludgeri, Werdener Klosterleiter und erster Bischof von Münster                                         | |
| Schenkendorfweg             | benannt nach Gottlob Ferdinand Maximilian Gottfried Schenk von Schenkendorf (kurz: Max von Schenkendorf), deutscher Schriftsteller                                                                                  | |
| Schillerstraße              | benannt nach Johann Christoph Friedrich von Schiller, deutscher Dichter, Philosoph und Historiker | |
| Schmiedeweg                 | benannt nach der Berufskunst des Schmiedens | |
| Schörlinger Straße          | | |
| Schubertweg                 | benannt nach Franz Peter Schubert, österreichischer Komponist | |
| Schulstraße                 | benannt nach der unweit entfernt liegenden Gesamtschule Waltrop | |
| Schultenstraße              | | |
| Schützenstraße              | benannt nach dem Brauchtum der Schützenvereine, von denen es an der Zahl vier in Waltrop gibt | |
| Schwarzer Weg               | | |
| Sommerweg                   | | |
| Starengasse                 | benannt nach der Vogelgattung Star | |
| Stegerwaldstraße            | benannt nach Adam Stegerwald, Politiker (Zentrum, CSU) | |
| Steinstraße                 | benannt nach Heinrich Friedrich Karl Reichsfreiherr vom und zum Stein, preußischer Beamter und Staatsmann | |
| Stettiner Straße            | benannt nach der Stadt Stettin, der ehemaligen Hauptstadt der Provinz Pommern, heute in Polen | |
| Stormstraße                 | benannt nach Hans Theodor Woldsen Storm, deutscher Schriftsteller und Lyriker | |
| Stratmanns Weg              | | |
| Surenkamp                   | | |
| Sydowstraße                 | benannt nach Reinhold von Sydow | Die stillgelegte Zeche Waltrop (Schacht 1 und 2) steht hier. |
| Taeglichsbeckstraße         | benannt nach Otto Taeglichsbeck, deutscher Berghauptmann und Direktor des Königlichen Oberbergamtes Dortmund; setzte sich für die Arbeitssicherheit und die Verbesserung der Wohnsituation der Bergleute ein        | |
| Tannenweg                   | benannt nach der Pflanzengattung Tanne | |
| Tenbuschstraße              | | |
| Theodor-Heuss-Straße        | benannt nach Theodor Heuss, Journalist, Politikwissenschaftler und Politiker (u. a. FDP); erster Bundespräsident der Bundesrepublik Deutschland                                                                     | Hier steht das Theodor-Heuss-Gymnasium. |
| Tilsiter Straße             | benannt nach der Stadt Sowetsk (deutsch: Tilsit), Russland | |
| Tinkhöfe                    | | |
| Tinkhofstraße               | | |
| Uferweg                     | | Die Straße liegt in der Wohnsiedlung, welche früher von Arbeitern des Schiffshebewerks bewohnt wurde. |
| Uhlandweg                   | benannt nach Johann Ludwig Uhland, deutscher Dichter, Literaturwissenschaftler, Jurist und Politiker | |
| Ulmenweg                    | benannt nach der Pflanzengattung Ulme | |
| Unterlippe                  | Die Bauerschaft Lippe setzt sich im Volksmund aus Oberlippe und Unterlippe zusammen. Dieses ist die Bauerschaftsbezeichnung für Unterlippe.                                                                         | |
| Unterlipper Straße          | Die Bauerschaft Lippe setzt sich im Volksmund aus Oberlippe und Unterlippe zusammen. Diese Straße führt durch Unterlippe.                                                                                           | Der Schacht 3 der ehemaligen Zeche Waltrop liegt an dieser Kreisstraße 12 (K 12). |
| Veiinghofstraße             | | |
| Velsenstraße                | benannt nach Gustav von Velsen, deutscher Oberberghauptmann | |
| Verdistraße                 | benannt nach Giuseppe Fortunino Francesco Verdi, italienischer Komponist | |
| Viktorstraße                | benannt nach dem männlichen Vornamen Viktor | Die Schächte 3 und 4 der ehemaligen Zeche Ickern liegen an dieser Landesstraße 645 (L 645). |
| Waldweg                     | | Hier steht das Waldstadion, die ehemalige Heimspielstätte des VfB Waltrop. |
| Weberstraße                 | benannt nach der Berufskunst des Webens | |
| Werftstraße                 | | |
| Wilhelm-Busch-Weg           | benannt nach Heinrich Christian Wilhelm Busch, deutscher Dichter und Zeichner | |
| Wilhelm-Hauff-Weg           | benannt nach Wilhelm Hauff, deutscher Schriftsteller | |
| Wilhelm-Raabe-Straße        | benannt nach Wilhelm Karl Raabe, deutscher Schriftsteller | |
| Wilhelmstraße               | benannt nach dem männlichen Vornamen Wilhelm | Landesstraße 609 (L609) |
| Zeisigweg                   | benannt nach der Vogelgattung Zeisig | |
| Ziegeleistraße              | benannt nach einer ehemaligen Ziegelei in der Nähe | Die Städtische Realschule Waltrop steht hier. |
| Zillestraße                 | benannt nach dem sozialkritischen Maler Heinrich Rudolf Zille | |
| Zum Gehölz                  | | |
| Zum Neuen Hebewerk          | Die Straße liegt am neuen Schiffshebewerk Henrichenburg. | |
| Zum Schacht                 | Hier ist der Schacht III der ehemaligen Zeche Ickern. | befindet sich auf dem ehemaligen Gelände der Zeche Ickern |
| Zum Tal                     | | |
| Zur Birk                    | | |
| Zur Pannhütt                | Hier war der Herstellungsbetrieb der Zeche Waltrop für spezielle Schaufeln, sogenannte Pann, welche speziell für den Bergbau hergestellt werden.                                                                    | |
| Zur Wallhecke               | | |
| Zur Schwarzen Kuhle         | Nach der Legende von der Schwarzen Kuhle, die sich hier ereignet haben soll | |

## Auflistung von Straßen außerhalb Waltrops, die nach der Stadt benannt sind
Auch außerhalb des Waltroper Stadtgebiets gibt es einige Straßen (und Plätze), die nach der Stadt benannt sind. Zu nennen sind: 
- die Waltroper Straße in Castrop-Rauxel,
- die Waltroper Straße in Datteln,
- die Waltroper Straße im Dortmunder Stadtteil Mengede,
- die Waltroper Straße in Gardelegen,
- die Waltroper Straße im Lüner Stadtteil Brambauer,
- die Waltroper Straße im Olfener Stadtteil Vinnum,
- die Waltroper Straße im Selmer Stadtteil Bork,
- der Waltroper Weg und der Waltroper Platz in Berlin